# Psiquisme històric
El psiquisme històric és una teoria social, política i econòmica postulada pel neuròleg Raphael Friedeberg segons la qual l'alliberament humà pot realitzar-se a través d'una educació no constrictiva, lliure del dogmatisme socio-religiós de la burgesia. Així, per a un bon desenvolupament i èxit social pesa més la psicologia individual pròpia d'una persona que les seves condicions econòmiques i possessions materials. Es tractaria doncs d'una visió de la lluita de classes que no és materialista i que no inclou la consciència col·lectiva de classe social sinó el desenvolupament personal i la rebel·lió individual com a motor d'aquesta lluita. Friedeberg el contraposava al materialisme històric del marxisme indicant que les "relacions espirituals […] tenen el poder sobre les relacions materials". Friedeberg va obrir a Ascona (als Alps) el sanatori Monte Verità en 1904, que va dirigir fins a 1939 i al qual aplicava la "medicina natura", basada en la seva idea de psiquisme històric. Es tractava d'una mena de comuna revolucionària anarquista fonamentada en el vegetarianisme, el naturisme, la teosofia, l'espiritualitat, l'amor lliure, la música, la dansa i altres disciplines.